# Derrick Barry
Derrick Barry est une drag queen américaine, imitatrice de Britney Spears et personnalité télévisée. 
Il est plus connu pour sa participation à la troisième saison de la compétition America's Got Talent, puis plus tard à la huitième saison de RuPaul's Drag Race et à la cinquième saison de RuPaul's Drag Race: All Stars. En juin 2019, New York magazine nomme Derrick Barry l'une des cent drag queen les plus puissantes en Amérique.

## Biographie
Derrick Barry naît le 18 juillet 1983. Il voit Britney Spears pour la première fois à l'âge de quinze ans en regardant le clip vidéo de ... Baby One More Time sur MTV, et va la voir en concert en 2002. C'est lors d'une fête pour Halloween en 2003 qu'il se met en drag pour la première fois, habillé en Britney Spears, expérience qu'il renouvelle deux semaines plus tard le 17 novembre 2003, habillé en Britney parmi les membres de l'audience du The Tonight Show dans lequel Britney Spears était invitée. En 2010, Derrick est représentant pour la campagne nationale anti-harcèlement Don't H8 en tant que Miss Don't H8 DIVA, occasion à laquelle elle a aussi reçu un Hall of Fame, un Legend Award, un Lifetime Achievement Award et un Presidential Hall of Champions.